# Unreal (серия игр)
Unreal — серия компьютерных игр в жанре шутер от первого лица, разрабатываемая студией Epic Games. Среди игр серии Unreal есть как консольные, так и PC-эксклюзивы. Серия также известна как представление возможностей движка Unreal Engine, который используется во всех играх серии и доступен сторонним разработчикам для лицензирования. В связи с тем что Epic Games занимается преимущественно технологической стороной, большая часть творческой работы отведена сторонним разработчикам.
Серию игр можно условно разделить на основную серию из двух игр Unreal и её два киберспортивных ответвления — Unreal Tournament и Unreal Championship. Серия Unreal Tournament была изначально издана для PC, но позже игра была портирована на различные платформы. Серия Unreal Championship была направлена на издание игр для приставок Xbox.

## Игры серии
| Год  | Движок          | Название                                    | Платформы | Платформы | Платформы | Платформы | Платформы | Платформы | Платформы | Платформы |
| ---- | --------------- | ------------------------------------------- | --------- | --------- | --------- | --------- | --------- | --------- | --------- | --------- |
| Год  | Движок          | Название                                    | Win       | Mac       | Linux     | DC        | PS2       | Xbox      | PS3       | X360      |
| 1998 | Unreal Engine 1 | Unreal                                      | Да        | Да        | Нет       | Нет       | Нет       | Нет       | Нет       | Нет       |
| 1999 | Unreal Engine 1 | Unreal Tournament                           | Да        | Да        | Да        | Да        | Да        | Нет       | Нет       | Нет       |
| 2002 | Unreal Engine 2 | Unreal Tournament 2003                      | Да        | Да        | Да        | Нет       | Нет       | Нет       | Нет       | Нет       |
| 2002 | Unreal Engine 2 | Unreal Championship                         | Нет       | Нет       | Нет       | Нет       | Нет       | Да        | Нет       | Нет       |
| 2003 | Unreal Engine 2 | Unreal II: The Awakening                    | Да        | Нет       | Нет       | Нет       | Нет       | Да        | Нет       | Нет       |
| 2004 | Unreal Engine 2 | Unreal Tournament 2004                      | Да        | Да        | Да        | Нет       | Нет       | Нет       | Нет       | Нет       |
| 2005 | Unreal Engine 2 | Unreal Championship 2: The Liandri Conflict | Нет       | Нет       | Нет       | Нет       | Нет       | Да        | Нет       | Нет       |
| 2007 | Unreal Engine 3 | Unreal Tournament 3                         | Да        | Нет       | Нет       | Нет       | Нет       | Нет       | Да        | Да        |
| 2014 | Unreal Engine 4 | Unreal Tournament                           | Да        | Да        | Да        | Нет       | Нет       | Нет       | Нет       | Нет       |

### Антологии
- Totally Unreal (2000) содержит Unreal, Return to Na Pali, и Unreal Tournament. Кроме того содержит различные пользовательские дополнения и модификации, бесплатно распространяемые через сеть.
- Unreal Anthology (2006) содержит Unreal Gold, Unreal Tournament, Unreal II, Unreal Tournament 2004, и дополнительный CD с музыкой. Также текстуры в игре Unreal Tournament были заменены на более детализированные за счёт алгоритма сжатия S3TC.

## Геймплей

Сравнение Unreal Tournament 1999 года (справа) и отменённой Unreal Tournament на карте Facing Worlds

### Unreal / Unreal II
Геймплей очень типичен для 1996-2004 годов. Представляет собой поуровневый Single Player. В Unreal I присутствует мультиплеер и кооперативное прохождение игры.

### UT / UT 2003 / UT 2004 / UT3 / Unreal Championship
По сравнению с серией Unreal, геймплей UT не имеет поуровнего синглплейера, и фокусировался на многопользовательских сражениях и стал удачной попыткой довести неидеальный мультиплеер Unreal до совершенства. Но все равно присутствует Single Player. Там игроку предлагают посетить некий Liandri Grand Tournament в качестве его участника.

### Unreal Championship II: The Liandri Conflict
Геймплей и Single Player в UC2, похож на UT, но появился рукопашный бой и геймплей был "ускорен".

## Оружие
Серия Unreal содержит большое количество видов оружия, причём каждый вид оружия имеет, помимо основного режима ведения огня, альтернативный. Большая часть вооружения сохранялась в играх серии, претерпев лишь небольшие изменения описанные в рамках подобия сюжета (по типу АСМД, из чемпионата в чемпионат модифицируемого корпорациями).

### Impact Hammer
Impact Hammer — оружие, представляет переносной отбойный молоток, который, вероятно, не использовался изначально как оружие.

Версия из Unreal Tournament

#### Unreal Tournament
При респауне игрок получает Impact Hammer и Enforcer как стандартное оружие.
- Основной режим атаки — молот накапливает энергию чтобы сделать мощный удар, который наносит повреждение противнику и отбрасывает его в сторону. Ударить противника молотом можно и при неполном заряде, но урон при этом будет меньше. Если отпустить кнопку огня, то молот разрядится. Переключение на другие виды оружия невозможны, пока молот заряжен. Если произвести удар по земле, игрока отбросит в сторону (аналог rocket jump из Quake).
- Альтернативный режим атаки — постоянно совершает более слабые, чем основной огонь, удары с небольшим интервалом. Позволяет отбивать ракеты, плюшки flak-а, лезвия риппера и шарики ASMD.

#### Unreal Tournament 2003,Unreal Tournament 2004,Unreal Championship
В следующих играх серии место Impact Hammer’а занял Shield Gun (с англ. — «Пушка-щит»). Изначально это устройство использовалось для подавления мятежей.
- Основной режим атаки — зарядить пушку. Чем дольше держать кнопку атаки, тем больше урона нанесёт оружие. Удар себе под ноги отбросит игрока вверх (shield-jump). Нет принципиальных отличий от оригинального Impact Hammer.
- Альтернативный режим атаки — генерирует небольшое защитное поле, которое поглощает урон (в том числе, смягчает падение, если использовать щит себе под ноги) и может отразить снаряд от энергетического оружия (link-gun, shock rifle). При использовании щита постепенно тратится энергия, после израсходования которой нельзя активировать щит пока энергия не восстановится.

Версия из Unreal Tournament 3

#### Unreal Tournament 3
В Unreal Tournament 3 был убран shield-gun и снова введен в игру Impact Hammer. Внешний вид оружия претерпел изменения в связи с новым стилем оружия в игре.
- Основной режим атаки — полностью идентичен основному режиму атаки оригинального Impact Hammer. Однако, изменились характеристики наносимого урона и силы удара. Как и в предыдущих играх серии, отбойный молоток в UT3 можно использовать для impact-jump’ов.
- Альтернативный режим атаки — происходит заряд не кинетической энергии, а электромагнитного импульса, который может сильно повреждать технику и выбивать усилители из пехоты. Впрочем, на практике это редко используется, поскольку на близком расстоянии многие другие виды оружия, такие, как Flak, будут обладать гораздо большим уроном в секунду. А подобраться близко и выбить усилитель из оппонента довольно сложно и рискованно. Однако, удачно выбитая из врага «неуязвимость» может резко сместить перевес на сторону другого игрока, так как другое оружие до окончания действия бонуса использовать бесполезно.

### Enforcer
Enforcer — автоматический пистолет, второй слот. В серии Unreal Tournament выдаётся изначально при респауне игрока. В Unreal и Unreal Tournament Энфорсер имеет два вида ведения огня: основной режим — простой выстрел, альтернативный — увеличивается скорость выстрелов, но уменьшается точность, в Unreal Tournament 2004 альтернативный режим огня Энфорсера заменен выстрелом мини-гранаты. При взятии второго Энфорсера можно стрелять с двух рук (акимбо-режим). 
В Unreal Энфорсер - единственное оружие, которое может перезаряжаться, в отличие от других игр серии.

### Flak Cannon
Flak Cannon - одно из тех оружий, которое было разработанно Скааржами, а позже было адаптировано корпорацией Лиандри для использования людьми и существами Ген Мо'кай для турниров, а также для армии.
Оружие, стреляющее осколками. По действию схоже с дробовиком. 
В основном режиме стреляет картечью. Раскаленные куски картечи могут рикошетить от поверхностей. 
В доп. режиме стреляет снарядом шрапнели, взрывающимся при контакте с поверхностью. Урон наносится при взрыве снаряда и при попадании разлетающихся осколков.
Эффективно в ближнем бою и в условиях закрытых помещений (в коридорах, туннелях).
В бою на средних и дальних дистанциях, а также при атаке группы врагов в замкнутом помещении целесообразно использование доп. режим.

### Pulse Gun
Pulse Gun — энергетическое оружие из игр серии Unreal Tournament. Оружие стреляет плазменными сгустками (в первичном режиме) или испускает луч на короткое расстояние (альтернативный режим). Оружие наносит средние повреждения в обоих режимах, основной режим сложнее в использовании, чем альтернативный.
В русских переводах оружие носит имена пульс-ган, пульс, шафт (по аналогии с серией Quake), иногда — плазмоган. Самый лучший перевод в Unreal Tournament 3 - Линк. При попадании луча противник испытывает трудности с передвижением, возникает т. н. эффект «lockdown», при котором враг не может использовать додж.

#### Unreal Tournament
Пульс-ган впервые появился в Unreal Tournament, где стал для многих игроков излюбленным оружием среднего ближнего боя. Часто его используют вместе с усилителем урона (u-damage). Нередко в командных боях сразу несколько игроков одной команды концентрируют огонь пульс-ганов на одном противнике, что не оставляет ему практически никаких шансов выжить.
Сила наносимых лучом пульс-гана повреждений и эффект «локдауна», затруднявший уклонение от огня из этого оружия, привела к созданию специального no-lockdown мутатора, который делал повреждения луча предсказуемыми (не зависящими от серверной настройки параметра tickrate) и убирал локдаун. Большинство официальных матчей в Интернете проводятся с использованием этого мутатора.

#### Unreal Tournament 2003 или Unreal Championship
Преемник пульс-гана в Unreal Tournament 2003 получил имя Link-gun и новую функцию: при наведении луча на игрока своей команды, который тоже ведёт огонь из линк-гана, наведённый луч передаёт свою энергию, усиливая урон в 2.25 раза. Соединение n игроков в усиливающую одного игрока цепочку позволяет достичь повреждений в 2.25n раз больших стандартного урона.

#### Unreal Tournament 2004
Линк-ган в Unreal Tournament 2004 подвергся лишь косметическим изменениям, а его «линкование» получило крайне важное применение: при наведении луча на технику своей команды энергия луча идёт на её ремонт, а при наведении на контрольную точку своей команды в режиме Onslaught — на её ремонт или строительство. Система усиления воздействия осталась та же.

#### Unreal Tournament 3
В Unreal Tournament 3 система линкования была изменена, урон теперь растёт по экспоненте, функция лечения техники и строительства точек осталась без изменений. Скорость снарядов первичного огня увеличилась, что сделало их более функциональными.

### Razorjack, Ripper, RipJack
Присутствует только в UT1 и в Unreal. По умолчанию 6-й и 7-й слот.
Основной огонь стреляет дисками, 6 раз отражающимися от стен. При попаданию в голову, наносит намного больший урон, чем при попадании в тело (157 единиц). При убийстве в голову, голос комментатора произносит «Headshot!» («Выстрел в голову!»). Альтернативный в Unreal Tournament — выстрел взрывающимся диском, обладающим хорошим отталкивающим эффектом, а в Unreal диск стреляется боком и им можно управлять взглядом игрока. В последующих играх серий Unreal и UT (а также в UC) исключён из списка оружия по причинам сложности использования, а также не самой высокой эффективности, хотя присутствуют самодельные варианты Риппера.
Но в Unreal Championship II присутствует аналог одновременно двух дискомётов, и называется он RipJack. Основной и альтернативный огни взяты из UT, но можно режимы огня скомбинировать: достаточно зажать кнопку альтернативного режима стрельбы, и нажать на кнопку основного режима. Оружие выстрелит диском, который воткнётся в землю (металл, камень, дерево) и будет работать как мина. Таким образом можно заминировать подход к своему флагу в режиме захвата флага.

### Stinger Minigun
В первой части Unreal оружие служит Скаарджам главным оружием вроде автомата, но иногда они предпочитают Стингеру другие оружия, вроде своих плазменных лезвий или Ракетниц.
Оружие присутствует в Unreal и его дополнении Unreal Mission Pack I: Return To Na Pali. В остальных играх серии заменено более современным автоматическим оружием, и убрано.
Stinger (Стингер) — автоматическая пушка, метающая осколки кристаллов таридиума. В альтернативном режиме выпускает 5 осколков залпом - наподобие дробовика.
Но потом оружие в более изменённом виде появилось в Unreal Tournament 3. Там Стингер стреляет осколками таридия с огромнейшей скоростью. Оружие в первичном режиме подходит для всех дистанций, кроме сверхдальних, так как есть разброс. В альтернативном режиме скорострельность ниже, но урон больше, и крупные осколки таридия летят строго по прямой. Из альтернативного режима попасть гораздо сложнее — снаряды летят медленнее, но наносят больший урон, способны отбрасывать лёгкую технику, а игроков прибивать к стенам и полу, словно гвоздями (только посмертно). Одно из самых мощных и лёгких в применении орудий в игре, если речь идёт о стрельбе в стандартном режиме на средних и близких дистанциях. В профессиональных руках является достойной заменой первичному режиму Флака, или альтернативному Линк-гана.

### Shock Rifle
Оно же ASMD (АСМД, АСинхронный Молекулярный Деструктор) — энергетическое оружие. Основной режим — выстрел лучом, альтернативный режим — медленно летящий шар нестабильной энергии (шаровая молния). Комбинированная атака — подбить летящий шар основной атакой, вызвав колоссальный взрыв.
Из серии в серию претерпевает различные модификации в рамках сюжета, как и многое другое оружие.
В некоторых играх серии мутатор Instagib использует модифицированную версию этого оружия.

### Bio Rifle
Биоружьё (GES Bio Rifle). Основной огонь — стрельба на небольшое расстояние комьями ядовитой зелёной жидкости, (в Unreal указывается, что это отходы переработки таридия), альтернативный позволяет набрать несколько (до десяти) зарядов в ствол и выстрелить одновременно большим комом, разлетающимся на комья поменьше при ударе об поверхность. Также, короткое нажатие клавиши альтернативного огня запускает маленький комок яда, наносящий чуть больше урона, чем основной огонь. Жидкость липнет к полу и стенам, и через 4 секунды взрывается. Всплывает в воде и кислоте. Хотя биоружьё едва ли можно назвать оружием в привычном смысле слова, оно чрезвычайно эффективно при игре в обороне. Полностью заряженное ружьё разносит на кусочки игрока, даже имеющего максимально возможное количество здоровья и брони (в том числе, разрывает даже игрока в силовом щите).
Из серии в серию мощность Био уменьшается, и она становится более практична.

### Rocket Launcher

#### Режимы

##### Unreal/RtNP/UT
В UT и Unreal имеет целых пять режимов огня.
- Короткое нажатие на левую кнопку мыши выпускает одну ракету.
- Если держать кнопку основного огня (левую кнопку мыши), ракеты начинают заряжаться в поворотные стволы, и при отпускании все накопленные ракеты вылетают одновременно с большим разбросом, «горизонтальным веером». До 6-ти ракет.
- Если нажать левую кнопку мыши, потом правую и отпустить левую, накопленные ракеты вылетят компактным пучком (не спасёт и 2-3 силовых щита, сведённых вместе)
- Короткое нажатие на альтернативный огонь (правая кнопка мыши) выпускает одну гранату с подрывом по таймеру.
- Если нажать правую кнопку мыши, в стволы заряжаются те же самые ракеты, но без запала — этакая «граната». До 6-ти гранат, соответственно.

Если держать цель в прицеле некоторое время, то она «захватится» (орудие подаст характерный сигнал и изменится вид прицела), и выпущенные основной атакой ракеты пойдут с наведением на цель.
Как только в стволы зарядятся шесть ракет/гранат, все они автоматически выпускаются. Если в Unreal подойти к пачке ракет, то она автоматически раскроется
В дополнении Unreal: Return To Na Pali, среди трёх новых оружий присутствует UMS Rocket Launcher. Основной режим выпускает ракету по мощности уступающей простой Rocket Launcher, а альтернативный режим тоже выпускает ракету, но ей можно управлять взглядом игрока. На пачке ракет для неё написано: «ЦЕЛЬТЕСЬ НЕ В ЛИЦО».

##### Unreal II
Ракетница является аналогом ракетницы из RtNP. В течение игры обновляется Исааком (он обновляет альтернативный режим). Имеет 2 режима огня:
- Основной: Стреляет весьма мощной ракетой.
- Альтернативный: Стреляет ракетой, которая сразу же распадается на 4 маленьких ракеты, каждая из которых летит "спиралью". После прошивки оружия Исааком появится возможность натравлять эти маленькие ракеты на врагов.

##### UT2003/UT2004/Unreal Championship
Ракетница имеет только 3 ствола, и альтернативный режим изменился.
- Основной: Просто стреляет ракетой.
- Альтернативный: Тоже стреляет ракетой, но при зажатии появляется возможность зарядить во все 3 ствола. Ракеты выпускаются веером
- Дополнительный: Точно такой же как и альтернативный, но во время заряжания ракет надо нажать левую кнопку мыши не отпуская правую. Ракеты вылетят спиралью.

##### Unreal Tournament 3/UC2
Режимы почти полностью идентичны UT2004, но при использовании дополнительного режима присутствует возможность нажать на левую кнопку мыши ещё раз: Будут выпущены гранаты. В UC2 есть особый режим огня у ракетницы, называемый "Drunken Rockets".
Если в UT2003/4/UC присмотреться на пачку ракет у ракетницы, то можно заметить надпись: "Если вы дотронетесь до этого, у вас будут проблемы". Если держать цель в прицеле некоторое время, то она «захватится» (орудие подаст характерный сигнал и изменится вид прицела), и выпущенные ракеты пойдут с наведением на цель.

### Sniper Rifle
Снайперская винтовка (Sniper Rifle). Основной огонь — выстрел; альтернативный включает оптический прицел с переменным приближением (максимум в 8.3 раза). Выстрел в голову наносит почти втрое больше повреждений, чем попадание в тело (67 в тушку, 150 в голову), и для убийства достаточно одного меткого попадания (обычная броня бессильна, спасает только силовой щит). При таком убийстве голос комментатора торжествующе произносит «Headshot» или «Выстрел в голову!» Также существует мутатор Sniper Arena. Из за особенностей движка Unreal, профессионалы используют это оружие довольно часто, ведь попасть противнику в ногу в лестничном проёме — то же самое, что попасть в грудь на открытой местности.
В UT2003 и в UT2004 есть аналог Sniper Rifle - Lighting Gun. Стреляет молниями: медленней, но мощней. Там же присутствует мутатор, который ставит вместо всех Sniper Rifle Lighting Gun'ы
В UC2 присутствует мутатор Instagib, но вместо модифицированной шоковой винтовки присутствует модифицированная снайперская винтовка.

### AVRiL
Оружие в основном применяющееся против техники, собственно для чего она и была разработана. При использовании основного режима огня, вылетает одна неуправляемая ракета попасть которой во что-то составляет большую проблему. При второстепенном режиме стрельбы, из орудия начинает светить лазерный луч, который подсвечивает технику врага, и ракета неукоснительно следует за супостатом. Для того, чтобы захватить цель, совсем не обязательно выключать лазер, достаточно лишь навести прицел на технику, и следить за ней. Но при работающем лазере прицел блокируется жестко, за жертвой не нужно следить вручную, а также можно «подхватывать» дружественные ракеты, у которых цель отсутствует. Без целеуказания ракета летит по прямой, медленнее чем её аналог из простой ракетницы, но при указании цели способна резко менять траекторию, позволяя попадать даже в самые «юркие» цели. Возможность указать ракете её цель существенно позже самого её запуска, уже в полёте, позволяет атаковать технику не «в лоб», а сбоку, или даже сзади, что, к примеру, даёт возможность обойти щит Паладина. Это весьма важно в бою, так как ракеты AVRiL могут быть легко сбиты (Немезидой или пулемётом Голиафа), а также пилот техники, на которую наводится AVRiL сразу получает об этом сообщение (а также указание и на саму наведенную ракету), что даёт ему возможность скрыться ещё до приближения ракеты, или сбить её, если бой идёт на большом расстоянии.

### Redeemer
Искупитель, Редимер (Redeemer). Тяжёлая ракетная термоядерная установка. Кнопка основного огня выпускает неуправляемую ракету. Если же выпустить ракету кнопкой альтернативного огня, ею можно управлять и подорвать в любой момент (при смерти управляющего игрока ракета самоуничтожается без нанесения урона). Взрыв ракеты Искупителя убивает всё в гигантском радиусе. Также взрыв отклоняет от своей траектории другие летящие непулевые снаряды (ракеты, шары Шоковой Винтовки, диски Риппера, заряды Пульс-гана и т. д.). Следует учитывать, что, пока игрок управляет ракетой, он не видит происходящего непосредственно рядом с ним и беззащитен, но способность двигаться сохраняется (часто стреляющего прикрывают товарищи по команде, поскольку редимер — залог чистого прохода куда либо). Иногда наблюдается «туннельный эффект» — в узких и длинных помещениях (туннель метро, длинный коридор и т. п.) радиус взрыва «расползается» в длину по этому пространству, увеличивая таким образом максимальную дальность повреждения от взрыва.
В UT на корпусе ракеты имеется надпись «Adjos!» («Пока!» по-испански); В UT2004 на ракете написано "SWALLOW THIS" («ПРОГЛОТИ ЭТО» по-английски); В Unreal Tournament 3 на корпусе нарисован череп.
В одном из самодельных мутаторов для UT и UT2004 (Strangelove) на ракете можно летать, оседлав её. Единственный минус Редимера — выпущенную ракету можно сбить из чего угодно (даже из энфорсера).
Максимально можно иметь одновременно не более 2х зарядов (только в Unreal Tournament). В остальных UT только один снаряд помещался в Редимер.

### Translocator
Транслокатор — это устройство для телепортации. Кнопка основного выстрела выпускает ответный модуль (приёмник), который летит по параболе. Кнопка альтернативного выстрела — мгновенно перебрасывает игрока в ту точку, в которой ответный модуль находится (в том числе в воздух, на высокую крышу, за стену и в другие места, недоступные иными способами). В режиме прохождения транслокатор доступен в Domination и Capture the flag. Телепортация с флагом запрещена: телепортируется только игрок, а флаг остаётся на месте. В режиме тренировки и многопользовательской игры можно разрешить или запретить транслокатор. При наступании игрока на свой приёмник он забирается обратно. В командных режимах игры приёмник светится цветом команды. В одном из мутаторов есть функция включения камеры слежения на приёмнике.
Помимо обычной телепортации, транслокатором можно:
- быстро пробегать большие расстояния;
- ударив по приёмнику шоковой винтовкой или молотком (что лучше), далеко отбросить его или даже закинуть значительно выше. Таким образом можно попасть в теоретически недоступные даже для транслокатора места, например такие как центральная скала на карте CTF-LavaGiant;
- перемещаться в воздухе вверх (быстро бросая и телепортируясь, смотря при этом вверх), но следует иметь в виду что скорость полёта приёмника плюсуется с ускорением свободного падения, таким образом падение на землю происходит с сильно увеличенным ускорением, что обычно приводит к неминуемой смерти от удара;
- избегать урона от падения с большой высоты, бросая приёмник далеко вниз, падение куда может нанести большой урон или убить (например очень актуально на той же CTF-LavaGiant);
- убивать противников (см. Телефраг, самое знаменитое применение после основного назначения).

Если несколько раз выстрелить в лежащий приёмник, транслокатор ломается (перестаёт светиться), и попытка телепортации или автоматического возврата приёмника приводит к смерти (единственный вариант вернуть приёмник в такой ситуации — просто пройти по нему и забрать его таким образом). При этом смерть считается телефрагом от бойца, сломавшего приёмник. Приёмник не телепортируется через стационарные телепорты, однако может пройти через портал warp-зоны (порталы Неевклидовой геометрии, см. некоторые карты из Assault, DM-Fractal, DM-Lemuria и пр.)
Запуск транслокатора в реальном бою довольно сложен из-за большого количества клавиш, которые нужно нажать. Однако, эти нажатия можно поручить скрипту. Авторы посчитали это читерством и начиная с версии 4.32 ограничили скорострельность транслокатора {1}. Также существует легальный (но непростой в освоении) способ быстрого переключения с транслокатора на предыдущее оружие: бросаем приёмник, телепортируемся и мгновенно (практически одновременно) жмём кнопку основной атаки — включается предыдущее выбранное оружие. Не всегда работает при попытках телепортироваться в более высокое место, однако, на ровной поверхности при должной сноровке срабатывает практически всегда.
Несмотря на это, опытные игроки в захват флага и доминирование (именно в этих режимах общепринято использование транслокатора) владеют перемещением при помощи транслокатора так, что со стороны кажется, будто игрок не касается земли и не бежит, а перемещается пунктиром, появляясь на долю секунды то тут, то там. Попасть по перемещающемуся таким способом опытному игроку, а тем более убить его, весьма проблематично. В таких случаях наиболее эффективно оружие, поражающее сразу большую область: Искупитель, Ракетная установка, сферы из шокового ружья. Редкие и филигранные попадания в голову из снайперской винтовки телепортирующимся игрокам часто входят в состав видеороликов, демонстрирующих мастерство той или иной команды.
Транслокатор в мире Unreal имеет роль мобильного средства передвижения на короткие расстояния, как Портальная Пушка в мире Half-Life (Portal).

## Игровой движок
Игровой движок Unreal, называющийся Unreal Engine, рассматривался в качестве основного соперника движка Quake II от id Software. Unreal имел встроенный скриптовый язык UnrealScript и редактор UnrealEd, которые позволяли создателям модификаций изменять или улучшать игровой процесс, вносить новые игровые элементы. Как и в случае со многими другими игровыми движками, такой подход продлил «срок жизни» игры и позволил создать платформу для разработки серии.

### Модификации
Игры серии Unreal Tournament позволяли создавать разнообразные модификации — «мутаторы» (небольшие, подключаемые в настройках изменения в игре) и «модификации» (требующие запуска игры с особыми параметрами, которые обычно позже превращались в «тотальные конверсии»). Игровые серверы могли быть модифицированы для того, чтобы распространять новым клиентам необходимые файлы модификаций, чтобы клиенты, у которых их нет, могли подключиться к игре без поиска дистрибутива установки в Интернете.
Среди известных модификаций можно отметить Infiltration, Killing Floor, Tactical Ops и Red Orchestra (позже превратившийся в коммерческий проект).